# Sünzhausen (Freising)

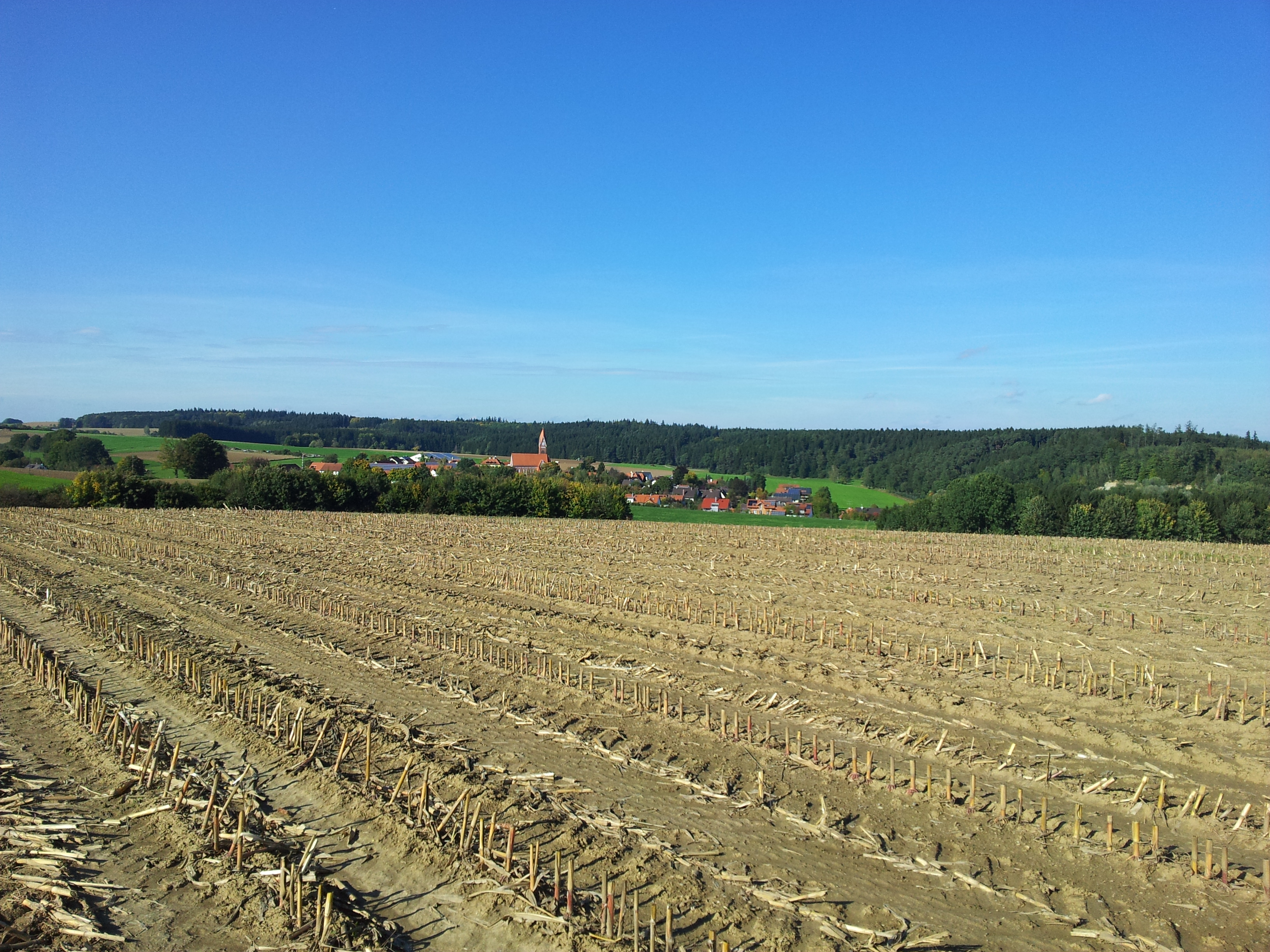
Sünzhausen von Süden gesehen

Sünzhausen ist ein Kirchdorf in der Großen Kreisstadt Freising im westlichen Landkreis Freising. 

## Lage
Der Ort liegt etwa sechs Kilometer westlich von Freising im tertiären Donau-Isar-Hügelland, das sich nördlich der Münchener Schotterebene am linken Ufer der Isar entlangzieht. Seit 1972 ist Sünzhausen Ortsteil der Großen Kreisstadt Freising.

## Geschichte
Sünzhausen wird erstmals im 9. Jahrhundert unter Bischof Waldo  als Sindeoshusum urkundlich erwähnt. Der Name des Ortes geht vermutlich auf einen Sindeo zurück, der sich an dieser Stelle mit seiner Gefolgschaft niederließ.
Im 18. Jahrhundert war Sünzhausen Sitz einer Hauptmannschaft im Landgericht Kranzberg. 
Im Zuge der Gemeindebildung nach dem Zweiten Gemeindeedikt wurde das Dorf 1818 eine politisch selbständige Landgemeinde. Sie umfasste neben dem Hauptort auch die Weiler Haxthausen, Lageltshausen, Pallhausen und Pellhausen. Mit der Eingemeindung von Vötting nach Freising kamen am 1. April 1937  die ehemals Vöttinger Gemeindeteile Gartelshausen, Hohenbachern und Kleinbachern zu Sünzhausen. Im Rahmen der Gemeindegebietsreform verlor Sünzhausen den Status einer politisch selbständigen Gemeinde und wurde am 1. Juli 1972 in die Stadt Freising eingemeindet.

## Sehenswürdigkeiten
Das Ortsbild wird geprägt von der Pfarrkirche St. Georg, die sich auf einem Bergrücken am nördlichen Dorfrand befindet. Weitere Baudenkmäler des Ortes sind das Pfarrheim, das ehemalige Schulhaus sowie das örtliche Wirtshaus "Kastaniengarten".